# Palla basca ai XVI Giochi panamericani
La palla basca ai XVI Giochi panamericani si è svolta al Complejo Panamericano de Pelota Vasca di Guadalajara, in Messico, dal 21 al 27 ottobre 2011. Previsti dieci podi totali, di cui otto maschili e due femminili, divise tra frontón e trinkete. Ben 9 di essi sono stati conquistati da Messico (5) e Argentina (4).

## Risultati

### Uomini
| Evento               | Oro                                                         | Argento                                                | Bronzo                                                       |
| Trinkete             |                                                             |                                                        |                                                              |
| Palla di gomma       | Argentina Facundo Andreasen Sergio Villegas                 | Uruguay Enzo Cazzola Carlos Buzzo                      | Messico Adrián Raya Guillermo Verdeja                        |
| Palla di cuoio       | Argentina Cristián Andrés Algarbe Jorge Villegas            | Uruguay Pablo Baldizán Gaston Dufau                    | Cuba Frendy Fernández Anderson Jardines                      |
| Mano individuale     | Heriberto López                                             | Darien Povea                                           | Roger Etchevers                                              |
| Frontón              |                                                             |                                                        |                                                              |
| 36m palla di cuoio   | Cuba Rafael Fernández Azuan Pérez                           | Messico Rodrigo Ledesma Francisco Javier Mendiburu     | Argentina Luciano Callarelli Carlos Dorato                   |
| 36m mano individuale | Fernando Medina                                             | Roberto Huarte                                         | Henry Despaigne                                              |
| 36m mano doppio      | Messico Jorge Alberto Alcántara Orlando Díaz                | Stati Uniti Jose Huarte Tony Huarte                    | Cuba Dariel Leiva Rubén Moya                                 |
| 30m palla di gomma   | Argentina Fernando Gabriel Ergueta Javier Alejandro Nicosia | Messico Jesús Homero Hurtado Daniel Salvador Rodríguez | Cuba José Noel Fiffe Jhoan Luis Torreblanca                  |
| 30m frontenis        | Messico Alberto Miguel Rodríguez Arturo Rodríguez           | Cuba Daniel Alonso César Rafael Arocha                 | Argentina Jorge Maximiliano Alberdi Alexis Emanuel Clementín |

### Donne
| Evento         | Oro                                                | Argento                                         | Bronzo                                           |
| Trinkete       |                                                    |                                                 |                                                  |
| Palla di gomma | Argentina María Lis García Verónica Andrea Stele   | Uruguay María Jimena Miranda Camila Naviliat    | Messico Ariana Yolanda Cepeda Rocío Guillén      |
| Frontón        |                                                    |                                                 |                                                  |
| Frontenis 30m  | Messico Paulina Castillo Guadalupe María Hernández | Cuba Lisandra Lima Yasmary de la Caridad Medina | Argentina Irina Podversich Johanna Stefanía Zair |

## Medagliere
| Posizione | Nazione     | Oro | Argento | Bronzo | Totale |
| --------- | ----------- | --- | ------- | ------ | ------ |
| 1         | Messico     | 5   | 2       | 2      | 9      |
| 2         | Argentina   | 4   | 0       | 3      | 7      |
| 3         | Cuba        | 1   | 3       | 4      | 8      |
| 4         | Uruguay     | 0   | 3       | 0      | 3      |
| 5         | Stati Uniti | 0   | 2       | 1      | 3      |
| Totale    | Totale      | 10  | 10      | 10     | 30     |